# شركة وسط جدة للتطوير
شركة وسط جدة للتطوير هي شركة سعودية تأسست من قبل صندوق الاستثمارات العامة سنة 2019، يرأس مجلس إدارتها ولي العهد الأمير محمد بن سلمان، وهي الشركة المسؤولة على تنفيذ مشروع وسط جدة.

## نبذة
أطلقت شركة وسط جدة للتطوير مشروع تطوير وسط جدة بإجمالي استثمارات تصل إلى 75 مليار ريال أو 20 مليار دولار أمريكي.تم تمويل مشروع وسط جدة عن طريق صندوق الاستثمارات العامة السعودي وعن طريق مستثمرين محليين في المملكة ودوليين من خارج المملكة.
يسعى مشروع وسط جدة للتطوير إلى استثمار 5.7 مليون متر مربع وسط جدة لتحويلها إلى وجهة ذكية مطلة على البحر الأحمر.

## المكونات
يتضمن مشروع شركة وسط جدة للتطوير إنشاء 4 معالم رئيسية في وسط جدة، هي متحف ودار أوبرا واستاد رياضي ومزارع مرجانية والأحواض الزراعية المحيطة. كما يضم المشروع إنشاء 10 مناطق ترفيهية وسياحية في وسط جدة. بالإضافة إلى إنشاء 17 ألف وحدة سكنية للمواطنين مع منتجعات سياحية وفنادق تضم أكثر كم 3000 غرفة.

## وصلات خارجية
- معلومات عن شركة تطوير جدة.